# Półstoki
Półstoki (lit. Pulstakai) − wieś na Litwie, w rejonie solecznickim, 2 km na południowy zachód od Podborza, zamieszkana przez 64 ludzi. Przed II wojną światową w Polsce, w powiecie lidzkim województwa nowogródzkiego.